# Candlebox
Candlebox — американская рок-группа, собравшаяся в Сиэтле, хотя сами участники группы родом не из «города гранжа». Из-за этого факта группу часто критиковали, обвиняя музыкантов в том, что они специально приехали в Сиэтл, чтобы быстрее найти публику и выгодные контракты. Музыка же Candlebox скорее ближе к классическому тяжёлому року, чем к гранжу, что сделало их коммерчески более привлекательными. Вместе с Bush они показали то, как можно преобразовать гранж, чтобы беспрепятственно попасть на мейнстрим рок-радио.

## История
Группа основана Кевином Мартином и барабанщиком Скоттом Меркадо в декабре 1991 года и первоначально называлась Uncle Duke. Потом к ним присоединились Питер Клет и басист Барти Мартин (лишь однофамилец Кевина) и группу переименовали в Candlebox по песне Midnight Oil. В 1992 году Candlebox подписали контракт со звукозаписывающей компанией Мадонны Maverick, а через год вышел одноимённый дебютный альбом и первый сингл «Change», проложивший дорогу «You» и «Far Behind», с которыми к группе и пришёл успех в 1994 году. «Far Behind», мощная баллада эры гранжа, стала главным хитом и на мейнстрим, и на альтернативном радио и вошла в топ-20. Видеоклипы на «Far Behind» и «You» постоянно крутились на MTV и стали двумя из наиболее часто запрашиваемых видео 1993 года. Candlebox были известны своими взрывными концертами, в течение 8 лет они выступали с The Flaming Lips, Metallica и др., были ведущей группой на фестивале «Вудсток» 1994 года.
В 1995 году последовал следующий альбом Lucy, ставший золотым благодаря таким хитам как «Best Friend», «Simple Lessons» и «Understanding».
В 1997 году Меркадо покинул группу, а на его замену пришёл барабанщик Dave Krusen игравший в группе Pearl Jam, с которым и был записан третий альбом Happy Pills в 1998 году.
Альбом получился отличным от того, что делала раньше группа и стал более зрелым и мелодичным. Такие хиты как «It’s Alright», «10,000 Horses» завоевали сердца не только поклонников майн-стрим рока но и слушателей с другими музыкальными вкусами. После выхода альбома в 1999 году Дайв Крузен и Барди Мартин вышли из состава группы и были заменены на Шаннона Ларкина из Ugly Kid Joe и Роба Редика соответственно.
2006 год снова объединил всех старых участников группы, следствием чего становится выпуск сборника хитов «The Best of Candlebox»
В 2008 году после 10-летнего перерыва выходит в свет новый альбом под названием «Into the Sun». Группа участвует в турне по всей Америке в поддержку альбома.

## Дискография

### Альбомы
- Candlebox (1993) US #7, 4x Platinum
- Lucy (1995) US #11
- Happy Pills (1998) US #65
- Into the Sun (2008) US #32
- Love Stories & Other Musings (2012) US #82

### Сборники
- The Best of Candlebox (2006)

### Синглы
| Год  | Название         | Высшая позиция в чартах | Высшая позиция в чартах | Высшая позиция в чартах    | Альбом                       |
| Год  | Название         | Топ 100 в США           | Чарт Modern rock в США  | Чарт Mainstream Rock в США | Альбом                       |
| ---- | ---------------- | ----------------------- | ----------------------- | -------------------------- | ---------------------------- |
| 1993 | «Change»         | -                       | -                       | #18                        | Candlebox                    |
| 1994 | «You»            | #78                     | #18                     | #6                         | Candlebox                    |
| 1994 | «Far Behind»     | #18                     | #7                      | #4                         | Candlebox                    |
| 1994 | «Cover Me»       | -                       | #23                     | #8                         | Candlebox                    |
| 1995 | «Understanding»  | -                       | -                       | #19                        | Lucy                         |
| 1995 | «Simple Lessons» | -                       | #12                     | #5                         | Lucy                         |
| 1998 | «It’s Alright»   | -                       | #32                     | #2                         | Happy Pills                  |
| 1998 | «10,000 Horses»  | -                       | -                       | #13                        | Happy Pills                  |
| 1999 | «Happy Pills»    | -                       | -                       | #17                        | Happy Pills                  |
| 2008 | «Stand»          | -                       | -                       | -                          | Into the Sun                 |
| 2008 | «Miss you»       | -                       | -                       | -                          | Into the Sun                 |
| 2012 | «Believe in It»  | -                       | -                       | -                          | Love Stories & Other Musings |